# 攀鋼釩鈦
攀鋼集團釩鈦資源股份有限公司（深交所：000629，简称：钒钛股份），簡稱攀鋼钒钛，是中國西部最大鋼鐵企業的子公司及上市公司，當時經營鋼鐵及釩製品生產，現時經營铁矿石采选、钛精矿提纯、钒钛制品生产和加工、钒钛延伸产品的研发和应用。公司在1993年成立，初名攀鋼集團板材股份有限公司。1996年，它在深圳證券交易所上市。1998年，改稱攀枝花新鋼釩股份有限公司，2013年，更名為攀鋼集團釩鈦資源股份有限公司。

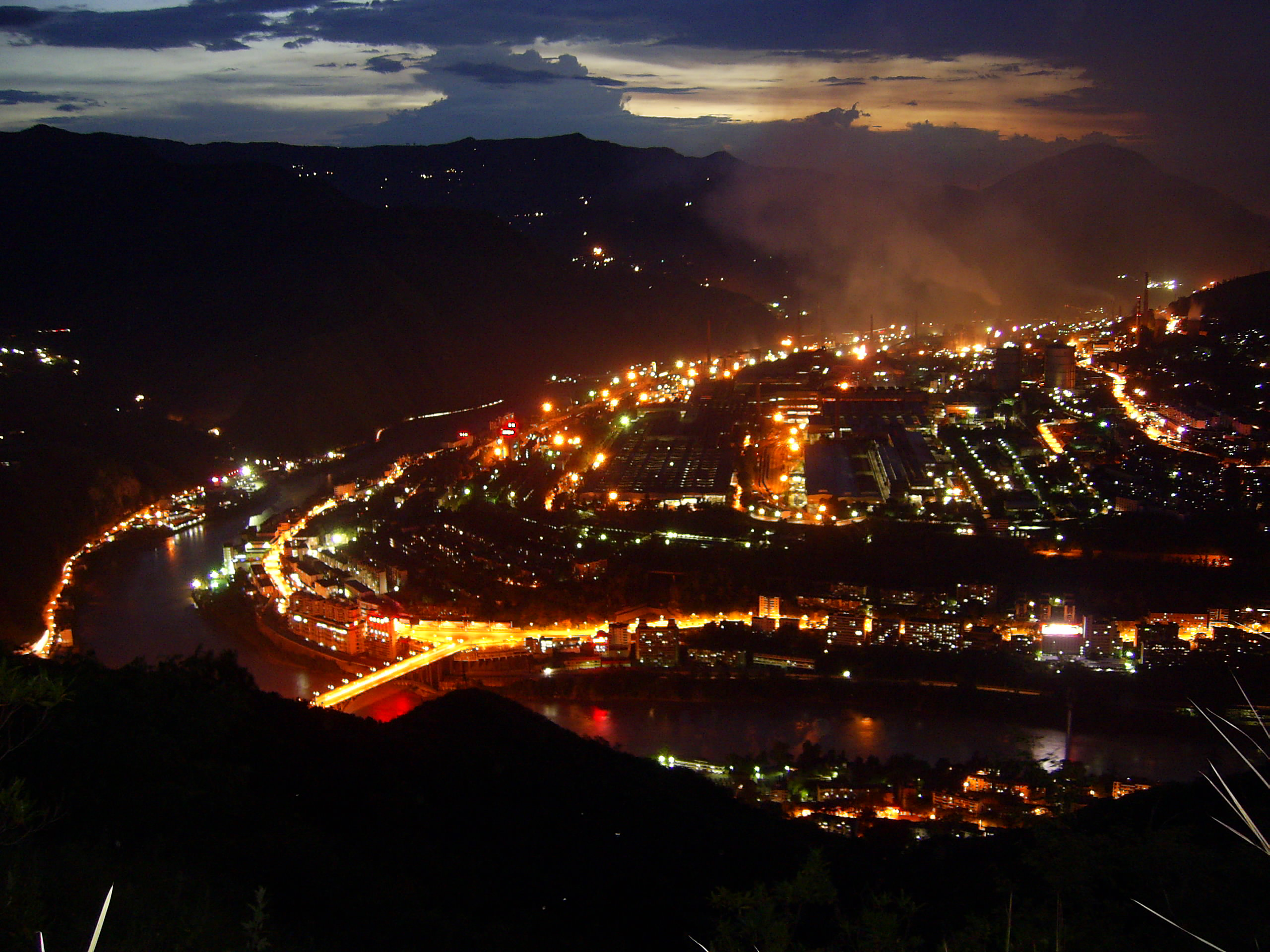
主厂区夜景

## 外部連結
- pzhsteel.com.cn/pgvt （页面存档备份，存于）